# Semsales
Semsales es una comuna suiza del cantón de Friburgo, situada en el distrito de Veveyse. Limita al noroeste con la comuna de La Verrerie, al noreste con Sâles, Vaulruz, al este con Gruyères, al sureste con Haut-Intyamon, al sur con Châtel-Saint-Denis, y al oeste con Maracon (VD) y Saint-Martin.